# Marzahn
Marzahn è un quartiere (Ortsteil) di Berlino, appartenente al distretto (Bezirk) di Marzahn-Hellersdorf.

## Posizione
Marzahn si trova nella zona nord-orientale della città. Procedendo da nord in senso orario, confina con il comune di Ahrensfelde e con i quartieri berlinesi di Hellersdorf, Biesdorf, Friedrichsfelde, Lichtenberg, Alt-Hohenschönhausen, Neu-Hohenschönhausen e Falkenberg.

## Storia
Il borgo agricolo di Marzahn, il cui insediamento segue la caratteristica tipologia dell'angerdorf (villaggio a "fuso", con la parte centrale dedicata ad area comune), fu nominato per la prima volta nel 1300; nei secoli successivi non vi fu alcun evento di rilievo.
Un limitato sviluppo del territorio di Marzahn iniziò nella seconda metà del XIX secolo, con l'utilizzo a marcite dei dintorni berlinesi e la costruzione della stazione ferroviaria (1898) sulla linea Berlino-Wriezen (Wriezener Bahn).
Nel 1920 Marzahn fu incorporata nella "Grande Berlino", entrando a far parte del distretto (Bezirk) di Lichtenberg. Negli anni successivi si realizzarono alcuni insediamenti a bassa densità (villette) in direzione di Biesdorf e Friedrichsfelde.
Nel periodo nazionalsocialista (1936) fu realizzato, a nord-ovest del vecchio borgo di Marzahn, un campo di concentramento e di lavoro destinato agli zingari. Nel 1945 Marzahn fu il primo quartiere di Berlino ad essere occupato dall'Armata Rossa. Il distretto di Lichtenberg fu assegnato al settore di occupazione sovietico, e quindi a Berlino Est.
Nel 1971 il Partito Socialista Unificato di Germania diede avvio ad un imponente programma di costruzione di abitazioni (Wohnungsbauprogramm der DDR), che prevedeva la realizzazione di grandi quartieri residenziali alla periferia di Berlino Est: Marzahn fu il primo, seguito da Hohenschönhausen e Hellersdorf; il quarto quartiere, Malchow, non fu mai realizzato.

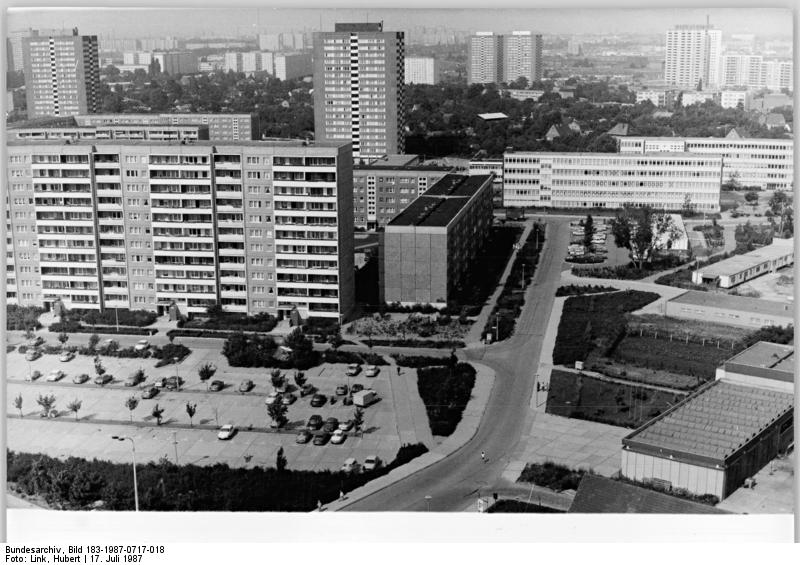
Vista del quartiere (1987)

La costruzione del nuovo grande quartiere residenziale iniziò nel 1977 e durò fino al 1990, procedendo da sud (presso il piccolo lago Springpfuhl) verso nord, fino a sconfinare nel limitrofo comune di Ahrensfelde.
La costruzione delle abitazioni fu coordinata alla realizzazione di infrastrutture, servizi e posti di lavoro: la ferrovia locale per Wriezen fu ricostruita ed integrata nella rete S-Bahn, e ad ovest di questa si realizzò una grande area industriale; il vecchio borgo agricolo (Alt-Marzahn), posto nel 1977 sotto tutela monumentale (Denkmalschutz), fu restaurato ed integrato nel nuovo quartiere; gli elementi naturali preesistenti (il fiume Wuhle, il lago Springpfuhl) caratterizzarono le aree a verde.
Nel 1979 fu istituito il nuovo distretto urbano (Stadtbezirk) di Marzahn, scorporato da Lichtenberg; comprendeva, oltre a Marzahn, i quartieri (Ortsteil) di Biesdorf, Hellersdorf, Kaulsdorf e Mahlsdorf. Nel 1986 anche Hellersdorf assunse lo status di distretto urbano indipendente, comprendente anche i quartieri di Kaulsdorf e Mahlsdorf, che vennero pertanto scorporati dal distretto urbano di Marzahn.
Nel 1987, in occasione del 750º anniversario di fondazione della città, fu realizzato l'Erholungspark Marzahn ("parco di divertimento"), progettato come sfondo di un'esposizione di giardinaggio secondo diversi stili, tipici dei paesi dell'Asia orientale.
Dopo la riunificazione (1990) il quartiere è stato oggetto di interventi di risanamento edilizio, resisi necessari a causa della rapidità di costruzione e dal ricorso a tecniche di prefabbricazione edilizia (Plattenbauweise e Großtafelbauweise). L'aumento della disoccupazione, dovuto al calo della produzione industriale, ha costituito, e costituisce tuttora, un grave problema sociale; hanno fatto la loro comparsa fenomeni di xenofobia ed estremismo politico, che hanno arrecato una cattiva fama al quartiere.
Pertanto Marzahn (e in particolare la zona nord più problematica) è campo d'azione di un Quartiersmanagement, un ente che promuove progetti di sviluppo con capitali pubblici e privati.
Nel 2001 i distretti di Marzahn ed Hellersdorf furono unificati, formando il nuovo distretto di Marzahn-Hellersdorf.
Nel 2005, nell'ambito del programma urbanistico per le città dell'ex-RDT (Stadtumbau Ost), si è realizzata un'interessante trasformazione di alcuni edifici residenziali a stecca, parzialmente demoliti e divenuti edifici a terrazze (Ahrensfelder Terrassen).

## Da vedere
- Alt-Marzahn, il nucleo storico con la chiesa (Dorfkirche)
- Erholungspark Marzahn
- Municipio di Marzahn

## Comunicazioni

### Strade principali
- Ahrensfelder Chaussee
- Allee der Kosmonauten
- Alt-Friedrichsfelde (B 1 e B 5)
- Bitterfelder Straße
- Blumberger Damm
- Elisabethstraße
- Landsberger Allee
- Märkische Allee (B 158)
- Marzahner Chaussee
- Mehrower Allee
- Poelchaustraße
- Raoul-Wallenberg-Straße
- Rhinstraße
- Wuhletalstraße

### stazioni ferroviarie
- Berlin Ahrensfelde

### Stazioni dellaS-Bahn
- Ahrensfelde (linea S7)
- Friedrichsfelde Ost (linee S5, S7, S75)
- Gehrenseestraße (linea S75)
- Marzahn (linea S7)
- Mehrower Allee (linea S7)
- Poelchaustraße (linea S7)
- Raoul-Wallenberg-Straße (linea S7)
- Springpfuhl (linee S7, S75)

## Stemmi

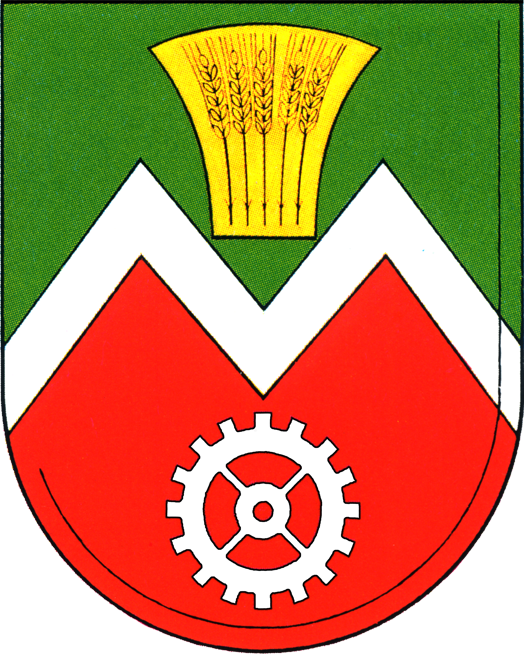
Stemma del distretto di Marzahn (1980-1992)
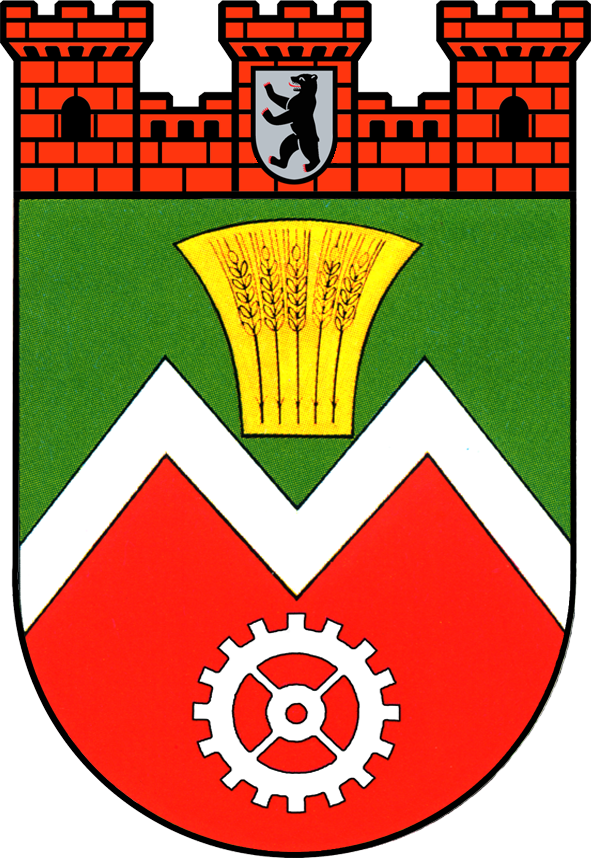
Stemma del distretto di Marzahn (1992-2001)

## Galleria d'immagini

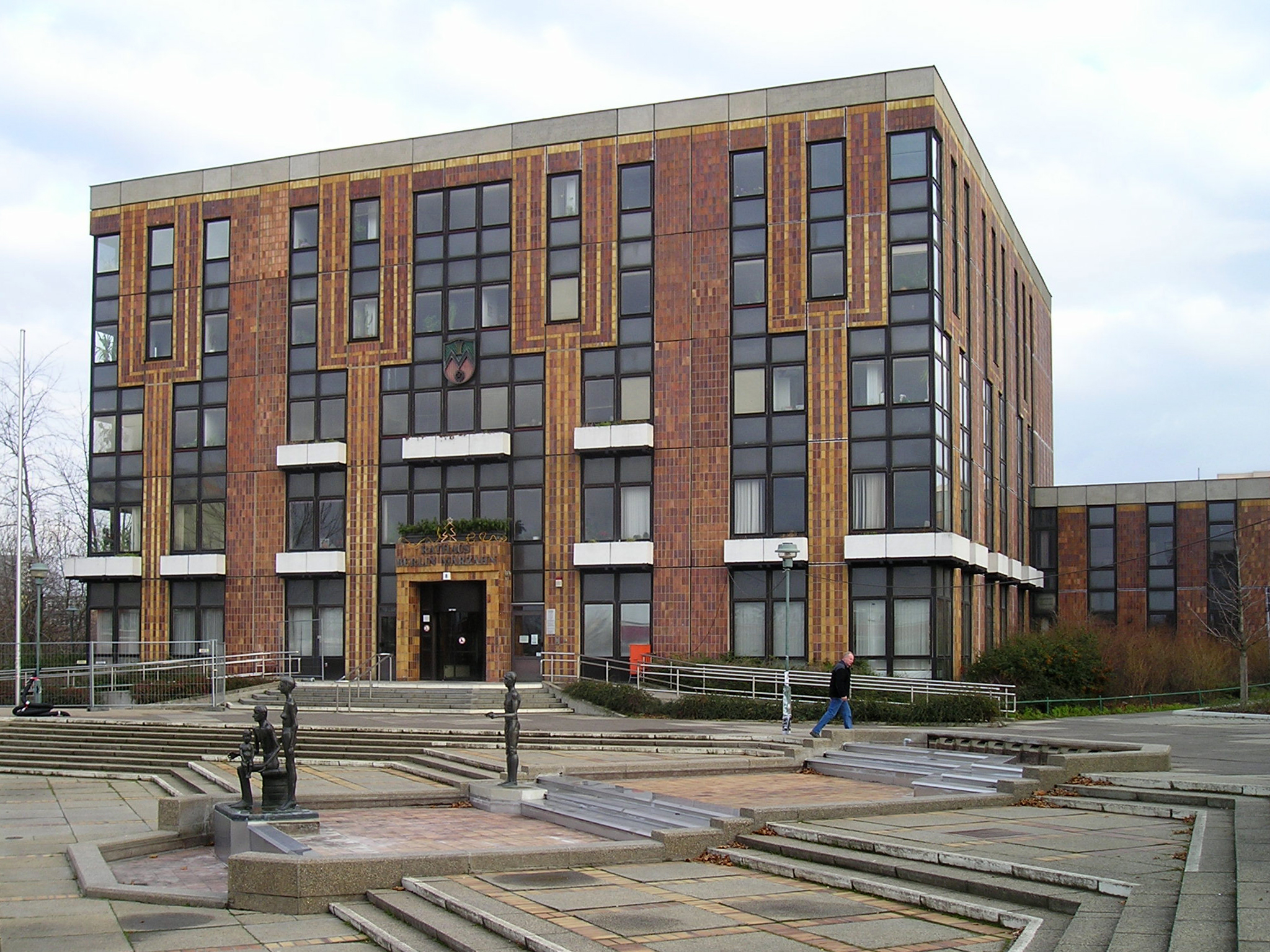
Municipio (Rathaus Marzahn)
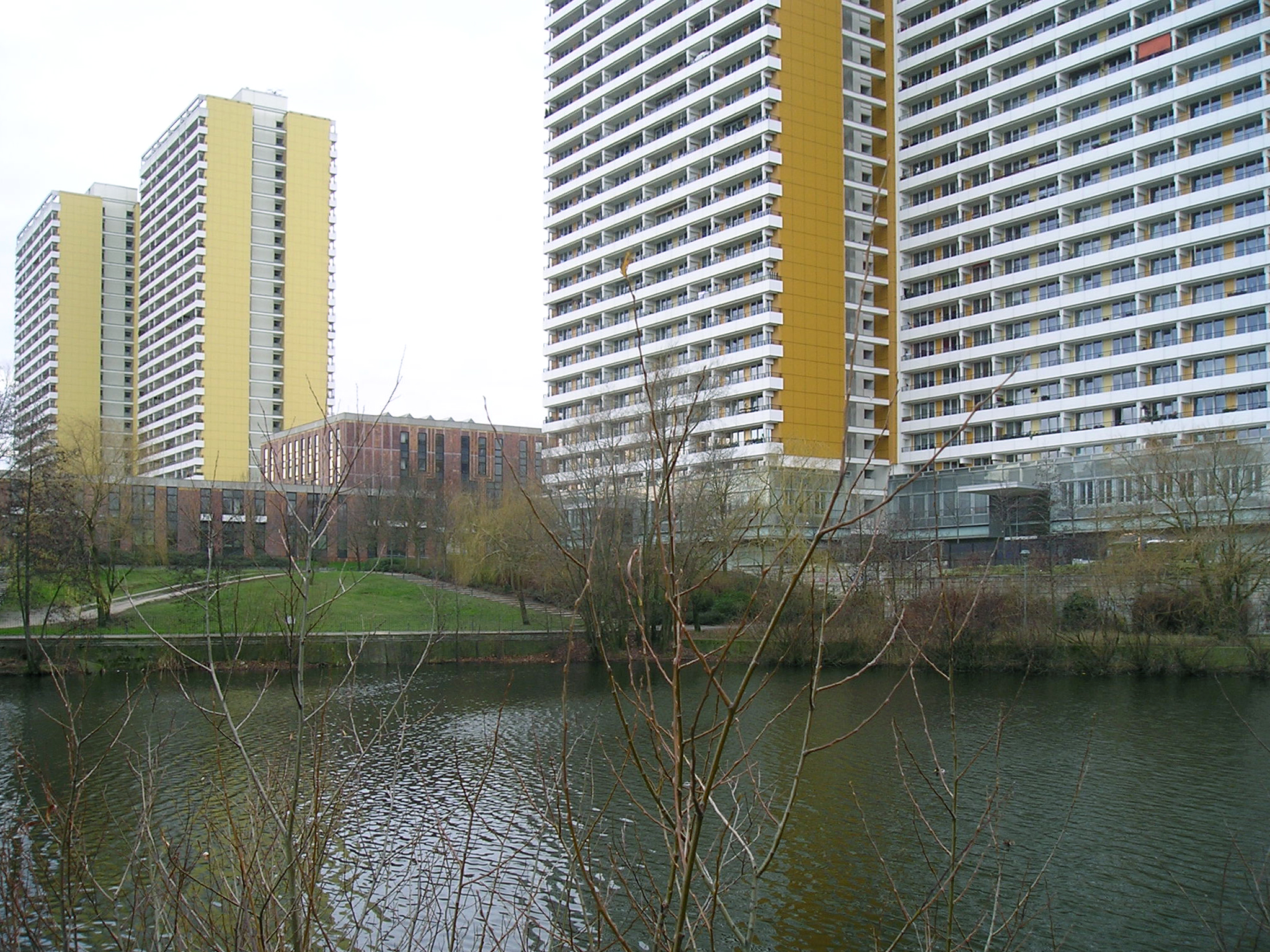
Complesso residenziale Am Springpfuhl
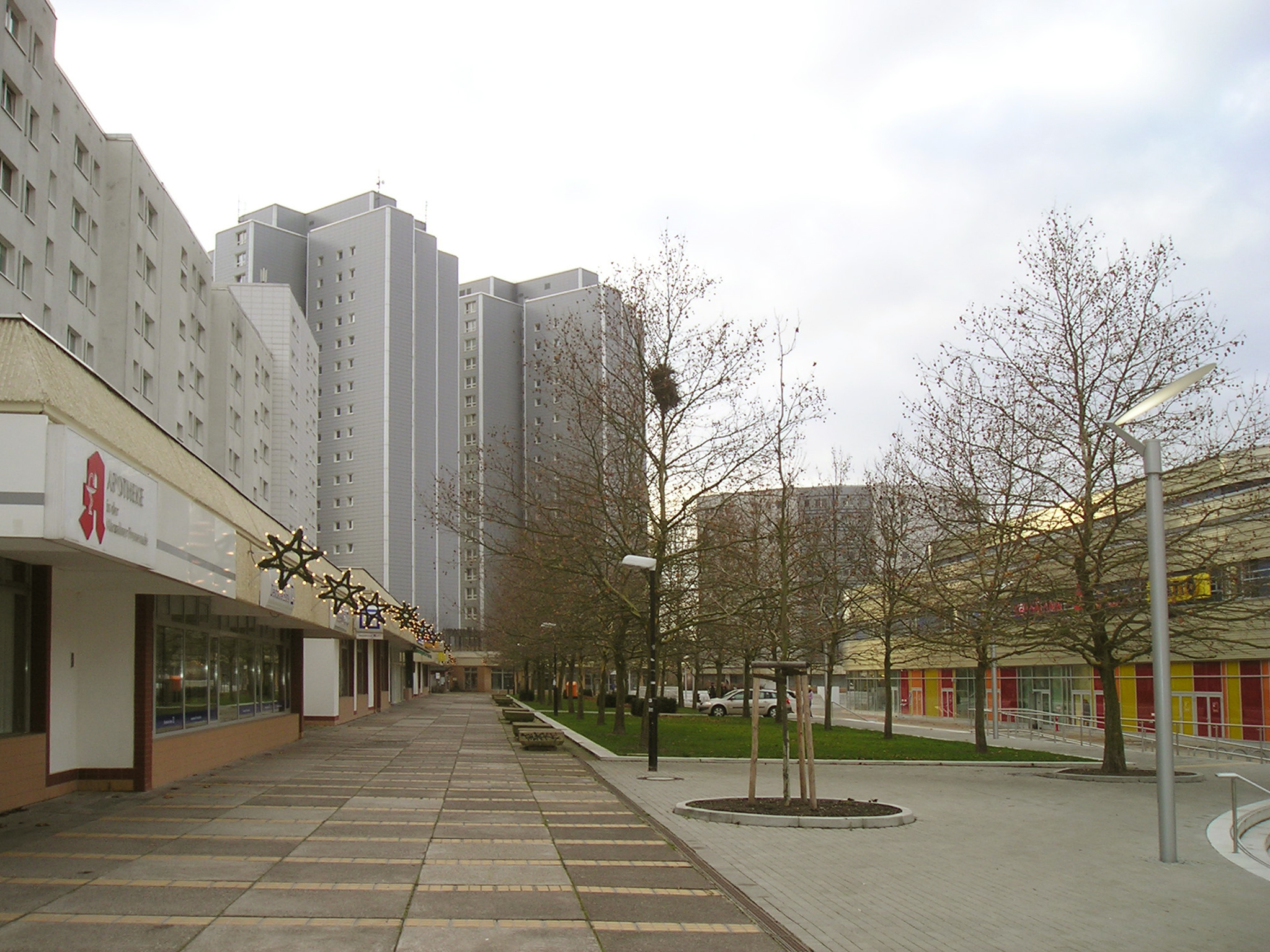
Passeggiata Marzahner Promenade
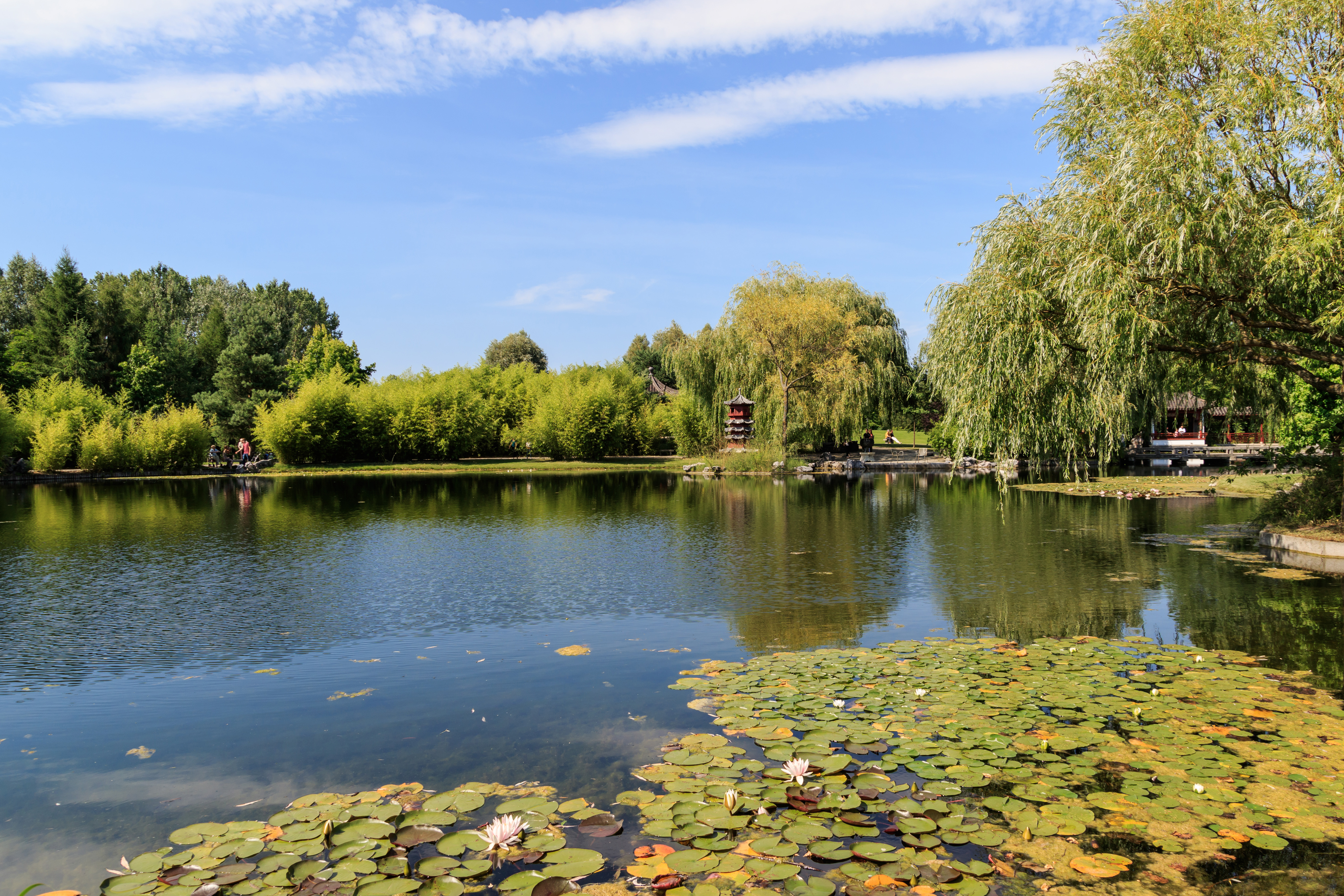
Giardino cinese nell'Erholungspark